# كارل أوكالاجان
كارل أوكالاجان (بالإنجليزية: Karl O'Callaghan)‏‏ (1956 - ) مُفوض شرطة من أستراليا الغربية.

## الجوائز
- ميدالية الشرطة الأسترالية  [لغات أخرى]‏